# برمون صغير الحراشف
برمون صغير الحراشف (الاسم العلمي: Lates microlepis) (بالإنجليزية: Forktail lates)‏ هو نوع من الأسماك يتبع جنس البرمون من الفصيلة البرمونية.